# Pallacanestro Olimpia Milano 1979-1980

## Verdetti stagionali
Competizioni nazionali
- Serie A1:[1]

regular season: 1º posto su 14 squadre (22 partite vinte su 26)
Play off: Semifinalista

## Stagione

Da sinistra: i due stranieri della Billy, gli statunitensi Mike D'Antoni e C.J. Kupec, con le canotte milanesi della stagione.

L'Olimpia Milano 1979-1980, sponsorizzata Billy, ha preso parte al campionato professionistico italiano di pallacanestro di A1. Allenata per il secondo anno dal tecnico Dan Peterson Milano termina la regular season al 1º posto. Nei play off elimina (2/1) nei quarti la Jollycolombani Forlì ma il suo cammino termina in semifinale dove è battuta (2/0) dalla Gabetti Cantù.

## Roster
| Nazionalità        | Nominativo           |
| ------------------ | -------------------- |
| Italia             | Marco Bonamico       |
| Italia             | Dino Boselli         |
| Italia             | Franco Boselli       |
| Stati Uniti        | Mike D'Antoni        |
| Italia             | Vittorio Ferracini   |
| Italia             | Vittorio Gallinari   |
| Italia             | Marco Lamperti       |
| Stati Uniti        | C.J. Kupec           |
| Stati Uniti Italia | Mike Sylvester       |
| Italia             | Giuseppe La Gioia    |
| Italia             | Antonio Dalla Monica |
| Italia             | Rinaldo Innocenti    |

- Allenatore:  Dan Peterson

## Risultati

### Serie A

#### Play off

##### Quarti di finale
| Arbitri: | Giovanni Battista Montella Luciano Baldini |

|          |            |                |
| Peterson | Allenatori | Ezio Cardaioli |

| Arbitri: | Giancarlo Vitolo Bruno Duranti |

|           |            |          |
| Cardaioli | Allenatori | Peterson |

| Arbitri: | Paolo Fiorito Maurizio Martolini |

|          |            |           |
| Peterson | Allenatori | Cardaioli |

##### Semifinali
| Arbitri: | Michele Cagnazzo Luigi Bianchi |

|          |            |                   |
| Peterson | Allenatori | Valerio Bianchini |

| Arbitri: | Maurizio Martolini Paolo Fiorito |

|           |            |          |
| Bianchini | Allenatori | Peterson |